# Alberto Mariotti
Alberto Mariotti (23 de agosto de 1935) é um ex-futebolista argentino que competiu na Copa do Mundo FIFA de 1962.